# بوب وايلد
بوب وايلد (بالإنجليزية: Bob Wilde)‏ (13 سبتمبر 1900 في المملكة المتحدة - 1 يناير 1939) هو لاعب كرة قدم بريطاني (وحمل سابقاً جنسية المملكة المتحدة لبريطانيا العظمى وأيرلندا) في مركز نصف الجناح. لعب مع برادفورد سيتي ونادي هاليفاكس تاون ونادي نيلسون.